# Часовня Петра и Павла на Мирогое (Загреб)

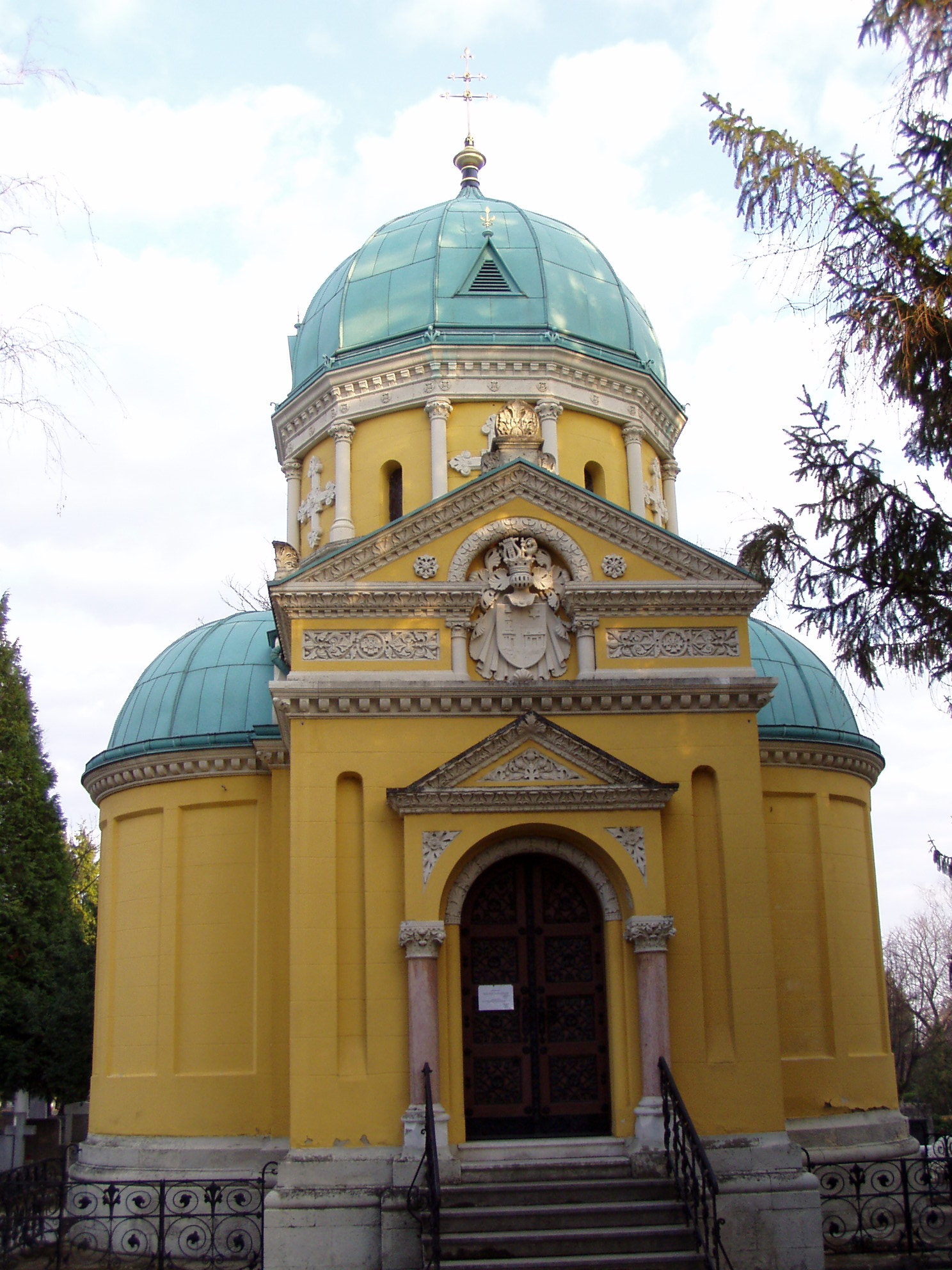
Часовня Петра и Павла в Загребе

Часо́вня Петра́ и Па́вла на Мирого́е (серб. Капела Св. Апостола Петра и Павла на Мирогоју) — находится на Мирогойском кладбище в Загребе и принадлежит Загребско-Люблянской митрополии Сербской православной церкви. Построена в 1891 вдовой дворянина Юдитой Кукуль на могиле своего мужа. Архитектор — Герман Болле.